# Atjeh

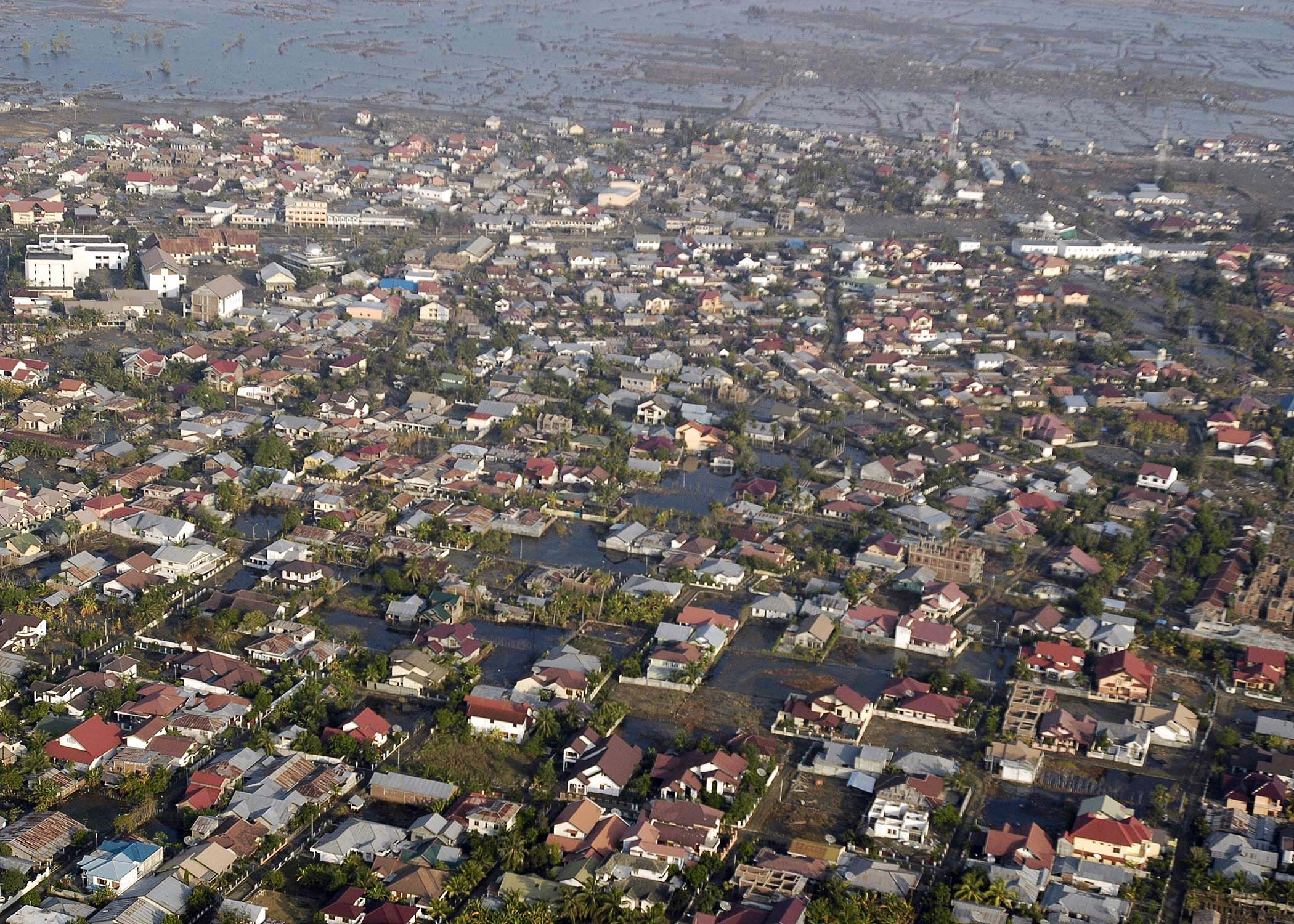
Banda Atjeh direct na de tsunami van eind 2004

Atjeh (Indonesisch: Aceh, een spellings- en uitspraakvariant uit de koloniale 19e eeuw is Achin) is een provincie van het huidige Indonesië, gesitueerd in het uiterste noorden van het eiland Sumatra. Het omvat het gebied dat van de 16e tot de 19e eeuw onderdeel vormde van het sultanaat Atjeh. Atjeh heeft verschillende officiële namen gehad: Daerah Istimewa Aceh (1959-2001) en Nanggroë Aceh Darussalam (2001-2009).

## Inleiding
Atjeh is bekend om zijn politieke onafhankelijkheid en sterke oppositie tegen buitenstaanders, inclusief de voormalige Nederlandse koloniale overheersing en de huidige Indonesische regering. Sinds 2003 was het de locatie van hernieuwde conflicten tussen het Indonesische leger en de Atjehse onafhankelijkheidsbeweging, hoofdzakelijk de Gerakan Aceh Merdeka (GAM). Het conflict is in de nasleep van de tsunami-ramp (26 december 2004) geluwd.

## Geografie
De hoofdstad en de grootste stad in Atjeh is Banda Atjeh (in Indonesië gespeld als Banda Aceh), gesitueerd aan de kust op het noordelijkste punt van Sumatra. De tsunami van 2004 heeft de stad grotendeels verwoest, en begin 2006 verbleef nog de meerderheid van de getroffenen in tenten. Andere belangrijke steden zijn Sabang, Lhokseumawe (dat ook zwaar door de vloedgolven werd geteisterd) en Langsa. Bestuurlijk is de provincie verdeeld in vijf steden (kota otonom of kotamadya) en achttien regentschappen (kabupaten).

## Steden, regentschappen en plaatsen

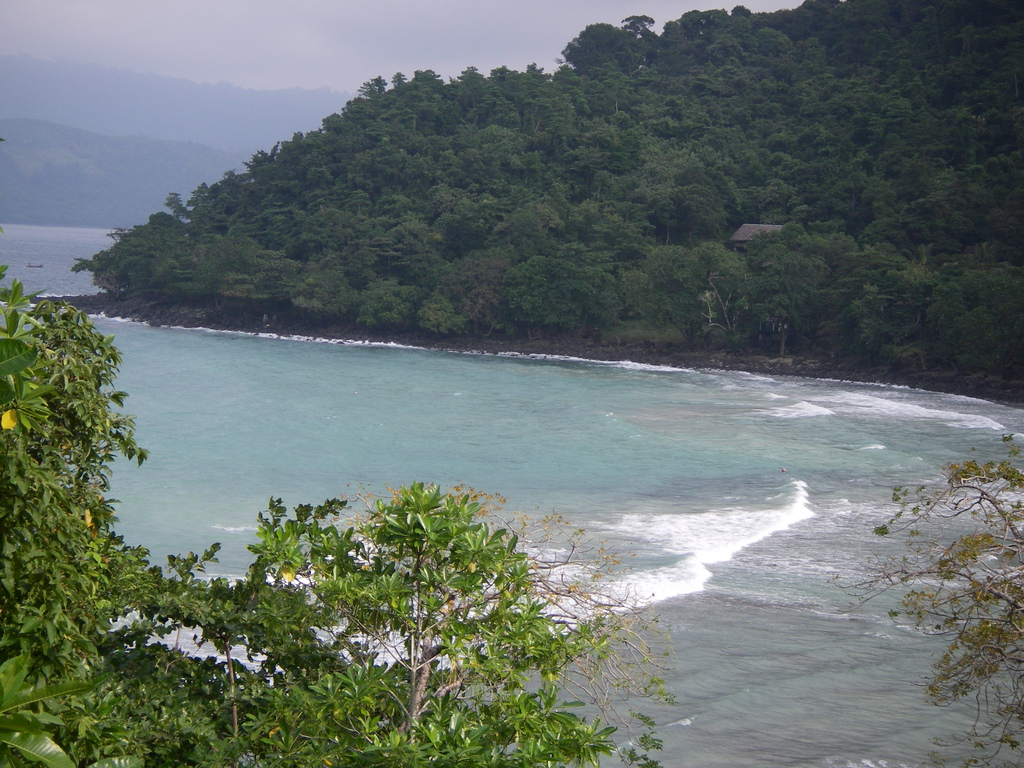
De kust van Atjeh.

Steden:
- Banda Atjeh
- Langsa
- Lhokseumawe
- Sabang
- Subulussalam

Regentschappen:
- Aceh Barat (West-Atjeh)
- Aceh Barat Daya (Zuidwest-Atjeh)
- Aceh Besar (Groot-Atjeh)
- Aceh Jaya
- Aceh Selatan (Zuid-Atjeh)
- Aceh Singkil
- Aceh Tamiang
- Aceh Tengah (Centraal-Atjeh)
- Aceh Tenggara (Zuidoost-Atjeh)
- Aceh Timur (Oost-Atjeh)
- Aceh Utara (Noord-Atjeh)
- Bener Meriah
- Bireuen
- Gayo Lues
- Nagan Raya
- Pidie
- Pidie Jaya
- Simeulue

## Demografie
Atjeh is, ten opzichte van de rest van Indonesië, een religieus conservatief gebied en werd als een der eerste gebieden in het huidige Indonesië islamitisch. Ook heeft Atjeh de sharia ingevoerd in het gebied. Naast de Atjehezen kent Atjeh vele andere bevolkingsgroepen, waaronder afstammelingen van Arabieren en Europeanen. De provincie heeft een aanzienlijke hoeveelheid natuurlijke hulpbronnen, vooral aardolie en aardgas. Binnen de Republiek Indonesië wordt Atjeh als een speciaal territorium (daerah istimewa) geregeerd, een bestuurlijke vorm bedoeld om de provincie een groeiende autonomie te geven ten opzichte van de regering in Jakarta.

## Geschiedenis

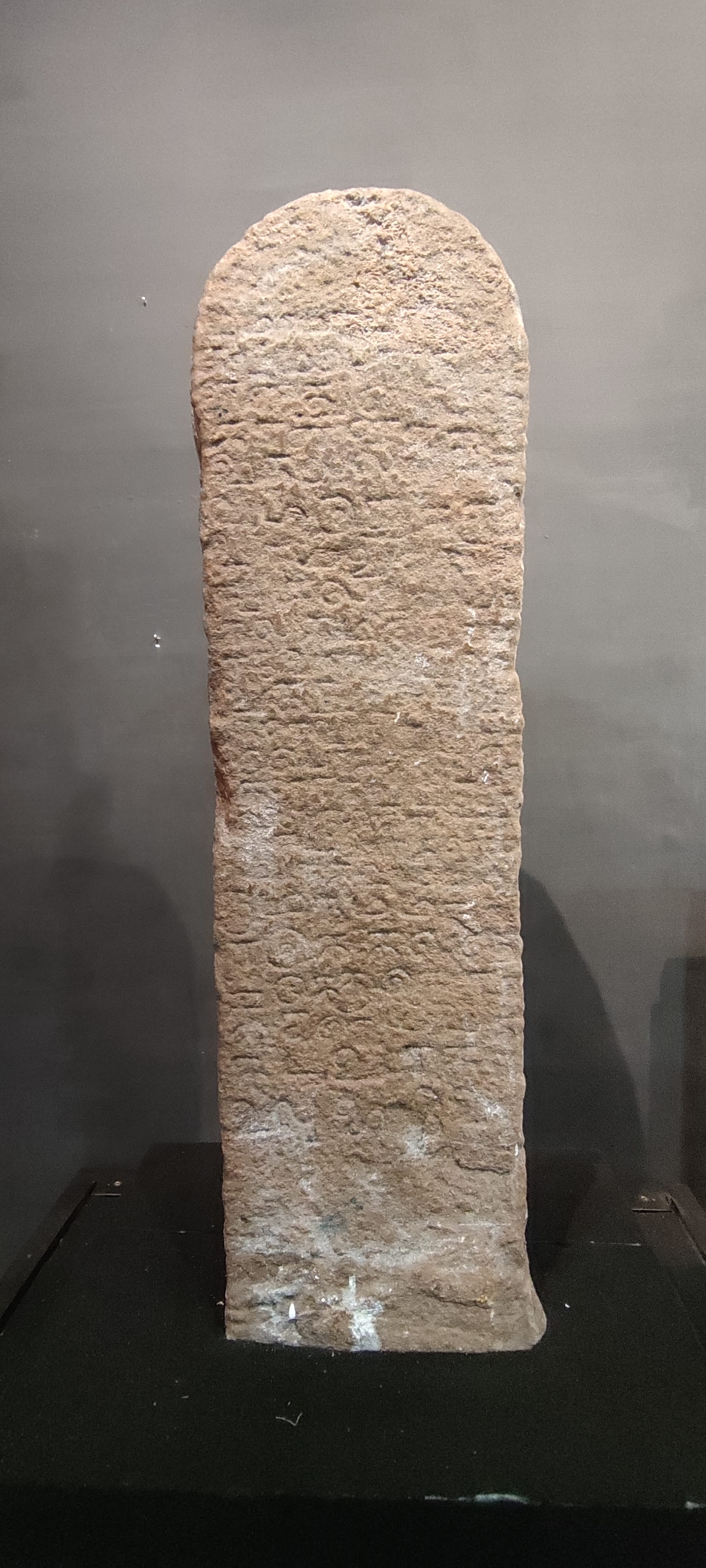
Neusu-inscriptie opgeslagen in het Atjeh-museum

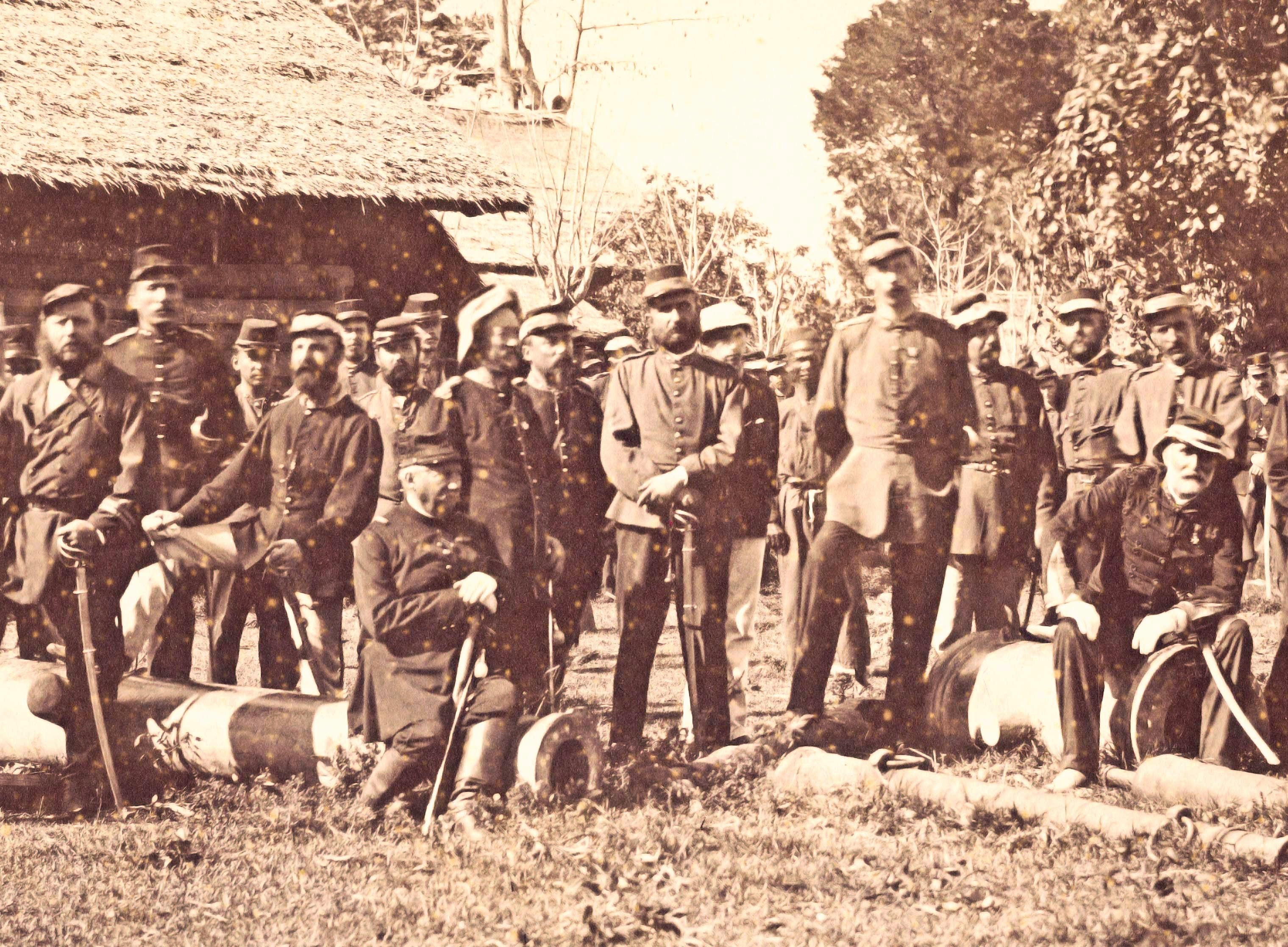
Begin van de Atjeh-oorlog: de generale staf van de tweede Atjeh-expeditie voor de Kraton.

Rond 1500 ontstond op Noord-Sumatra het sultanaat Atjeh. In het begin van de zeventiende eeuw was het rijk op zijn hoogtepunt. De toenmalige sultan bezat grote delen van het eiland Sumatra en van het schiereiland Malakka. In de tijd van de Verenigde Oostindische Compagnie steunde Atjeh vaak de Britten in hun strijd tegen de Nederlanders. Later waarborgde Nederland onder Engelse druk Atjehs onafhankelijkheid. De Atjehers gingen vaak tot zeeroof over en werkten in Deli, en elders op Sumatra, de consolidatie van de Nederlandse invloed tegen.
In de jaren 1860-1869 nam de spanning in de regio toe vanwege de naderende opening van het Suezkanaal. Atjeh zou daarmee ineens aan een belangrijke internationale vaarweg komen te liggen. De regering van Atjeh begreep dat ze buitenlandse protectie nodig zou hebben, en stuurde in 1868 een gezantschap naar Istanboel. Aan de Osmaanse sultan werd de opperhoogheid over Atjeh aangeboden. De Verheven Porte wilde zich echter niet in dit wespennest steken en sloeg het aanbod beleefd af. Vanaf 1869 voeren Europese schepen niet meer door Straat Soenda maar door Straat Malakka de Indische Archipel binnen, langs de noordkust van Atjeh. Het werden gouden tijden voor de Atjehnese zeerovers, en het Verenigd Koninkrijk zag in dat ze de garantie voor de soevereiniteit van Atjeh niet kon handhaven. In 1871 sloten het Verenigd Koninkrijk en Nederland het Verdrag van Sumatra. Nederland stond de laatste Afrikaanse bezitting te Goudkust af, en kreeg in ruil daarvoor de vrije hand op geheel Sumatra.
In 1873 verklaarde Nederland Atjeh de oorlog. Een langdurige en bloedige strijd was het gevolg. In 1904 lukte het generaal Van Heutsz geheel Atjeh te bezetten, al slaagden de Nederlanders er nooit in de bevolking volledig te onderwerpen. Tot aan de Tweede Wereldoorlog braken er geregeld grote opstanden uit, die met geweld door de Nederlanders werden neergeslagen. De komst van de Japanners luidde het definitieve einde van het Nederlands kolonialisme in. Het Indonesische nationalisme was niet meer te keren. De laatste daad van de Nederlanders was de overdracht, in 1949, van geheel Nederlands-Indië aan de Republiek Indonesië. Daarmee werd na vijf jaar strijd het Indonesische nationalisme erkend, maar werden ook onder meer Atjeh, de Molukken en later Papoea ingelijfd bij de nieuwe republiek gevoegd.

## Indonesië

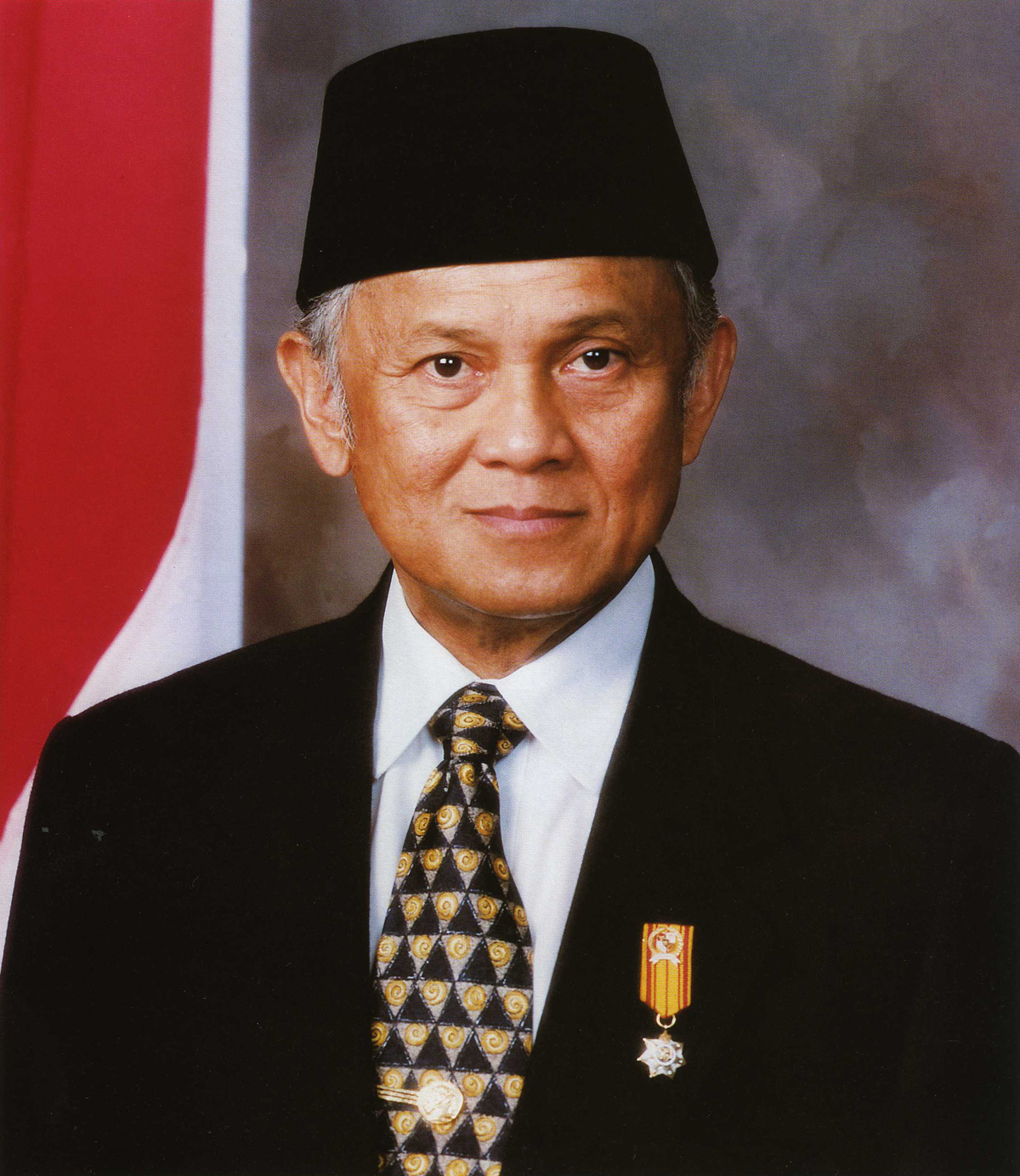
Habibie

Hoewel Atjeh in 1949 onderdeel van de Republiek Indonesië geworden was, erkenden de nationalisten de soevereiniteit van Jakarta niet. Atjeh had geen deel uitgemaakt van Nederlands-Indië, zo redeneerden ze, en dus kon Nederland de soevereiniteit over Atjeh niet overdragen aan de Republiek. De lont ging in het kruitvat toen president Soekarno in 1953 besloot Atjeh bestuurlijk samen te voegen met Noord-Sumatra. Een opstand liep uit op een guerrilla-oorlog, die duurde totdat Atjeh in 1959 weer een speciale status kreeg. Maar ook daarna bleef het onafhankelijkheidsstreven onverminderd sterk. Dit werd bevorderd door het Javaans centralisme, dat niet alleen alle bestuursmacht, maar ook alle baten uit de oliewinning monopoliseerde. In 1976 bundelde het verzet zijn krachten in de Beweging Vrij Atjeh (GAM, Gerakan Aceh Merdeka) die de gewapende strijd aanging met het Indonesische leger. Deze strijd kenmerkt zich door de afwisseling van periodes van hevig gewapend conflict en relatieve rust. De GAM heeft haar hoofdkwartier in Stockholm. Er vielen in Atjeh 10.000 burgerslachtoffers in de periode 1989-1998.
Met het terugtreden van president Soeharto in 1998 kwam er in Indonesië na jaren van dictatuur ruimte voor democratische hervormingen. Onder president Habibie bloeide de Reformasi op. Hij schonk Oost-Timor in 1999 een referendum waarin met grote meerderheid gekozen werd voor onafhankelijkheid. Atjeh vroeg nog in datzelfde jaar eveneens om een referendum. Vanaf dat moment startten de Indonesische regering en de GAM met onderhandelingen, die op 12 december 2002 tot een vredesakkoord leidden. Na beschuldigingen over en weer besloot de Indonesische regering de onderhandelingen te staken. Op 19 mei 2003 begon een troepenmacht van 50.000 militairen aan een grootscheeps offensief in Atjeh.
Volgens onderzoek van de Nederlandse Socialistische Partij is de Indonesische marine ingezet tegen de bevolking van Atjeh. Krista van Velzen stelde hierover begin 2004 vragen in de Tweede Kamer. Nasi, een klein eilandje voor de kust van Atjeh, zou op 22 mei 2003 door vijf marineschepen gebombardeerd zijn. Zeker twee schepen hiervan, de Todak en de Lemabang, zouden zijn uitgerust met radarapparatuur van Thales Nederland. De toenmalig minister van Buitenlandse Zaken, De Hoop Scheffer, antwoordde in de zomer van 2003 dat het marineschip de Todak in de regio aanwezig (was) teneinde patrouilles uit te voeren in de kustwateren van Atjeh ter voorkoming van in- en ex-filtratie van rebellen en van in die regio veel voorkomende smokkel en piraterij.
Door de tsunami van 26 december 2004 is er toenadering ontstaan tussen de partijen, resulterend in een bestand waarbij GAM-leden de wapenen inleverden. Op 17 juli 2005 kondigt de Indonesische minister van Communicatie Sofyan Djalil vanuit Helsinki aan dat de GAM en de regering op 15 augustus een vredesovereenkomst zouden tekenen dat het einde zou betekenen van de dertigjarige onafhankelijkheidsstrijd. Toestemming voor de onafhankelijkheidsbeweging om eigen politieke partijen te vormen, bleef echter nog een heikel punt. In de overeenkomst die op 15 augustus 2005 ondertekend werd, werd onder meer de vorming van eigen politieke partijen toegelaten. Het naleven van de vredesovereenkomst zou gecontroleerd worden door monitoren van de EU en van ASEAN.
Stadsgemeenten: Banda Atjeh · Langsa · Lhokseumawe · Sabang · Subulussalam

Regentschappen: West-Atjeh · Zuidwest-Atjeh · Aceh Besar · Aceh Jaya · Zuid-Atjeh · Aceh Singkil · Aceh Tamiang · Aceh Tengah · Aceh Tenggara · Aceh Timur · Noord-Atjeh · Bener Meriah · Bireuen · Gayo Lues · Nayan Raya · Pidie · Pidie Jaya · Simeulue
Eerste expeditie · Tweede expeditie · Atjehoorlog onder leiding van kolonel Pel · Verovering van Lam Poeloe · Verovering van Lam Ara (Oleij-loe) · Verovering van Garouw · Verovering van Kota Alam · Oprichting van de Ooster-Benteng · Verovering van Lemboe en Berauw · Verovering van Soerian · Periode van de afwachtende houding · Oorlog onder leiding van generaal van der Heijden · Batoe Iliq · Periode van het civiele bestuur · Voortzetting van de afwachtende politiek · Edi-expeditie · Periode van verdere achteruitgang · Kaloet-affaire · Periode van 1896-1901 · Pedir-expeditie · Tocht van G. van Daalen · Verovering door Japan
- Biblioteca Nacional de España: XX5042385
- Bibliothèque nationale de France: cb119430879 (data)
- Catàleg d'autoritats de noms i títols de Catalunya: 981058614862906706
- Gemeinsame Normdatei: 4195742-8
- Library of Congress Control Number: n80049521
- Nationale Bibliotheek van Tsjechië: ge600860
- Nationale bibliotheek van Australië: 35837579
- Nationale Bibliotheek van Israël: 987007478079505171
- LIBRIS: 286216
- Système universitaire de documentation: 027375722
- TDVİA: ace
- Virtual International Authority File: 125827289